# Та-Кали
Та-Кали (англ. и мальт. Ta' Qali) — деревня в Мальте, расположенная недалеко от Аттарда. Известна благодаря тому, что в ней расположены национальный овощной рынок «Питкалиджа» (мальт. Pitkalija), национальный стадион и Национальный парк. В годы Второй мировой войны здесь располагался военный аэродром.

## История

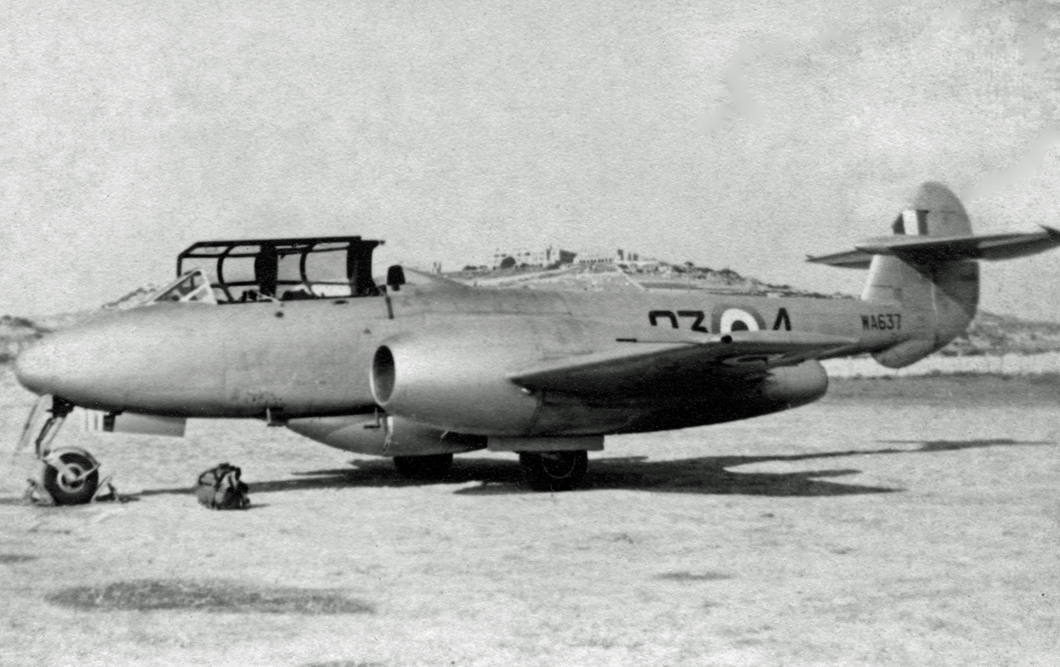
Истребитель королевских ВВС Gloster Meteor на авиабазе в Та-Кали

В годы Второй мировой войны здесь располагалась авиабаза королевских ВВС, откуда самолёты Великобритании совершали боевые вылеты, ведя борьбу с немецкими и итальянскими войсками на Средиземноморском театре военных действий. После второй мировой войны авиабаза была отстроена для испытаний новейших реактивных самолётов, однако в 1950-е британские войска покинули деревню и свернули базу.
После ухода британских войск территория Та-Кали была переустроена в качестве рекреационной зоны. Сейчас здесь располагается Национальный парк, в котором сохранились редкие виды растений и животных. Одним из элементов Национального парка является небольшой амфитеатр, в котором проходили международные концерты таких групп, как Status Quo, Deep Purple, Iron Maiden, а также концерты Демиса Руссоса, Бонни Тайлер, Аланны Майлз, Fish и многих других. В бывших военных зданиях располагаются различные магазины, а на месте бывшей взлётно-посадочной полосы иногда проводятся любительские автогонки.

## Основные улицы
- Моста-Роуд
- Питкали-Роуд
- Нэшионал Стэдиум Авеню
- Рабат-Валлетта-Роуд
- Мтарфа-Рабат-Роуд